# Pochyta perezi
Pochyta perezi är en spindelart som beskrevs av Berland, Millot 1941. Pochyta perezi ingår i släktet Pochyta och familjen hoppspindlar. Inga underarter finns listade i Catalogue of Life.